# Kampung Mesjid (Nurussalam)
Kampung Mesjid is een bestuurslaag in het regentschap Aceh Timur van de provincie Atjeh, Indonesië. Kampung Mesjid telt 1397 inwoners (volkstelling 2010).